# Großer Preis von Korea 2011
Der Große Preis von Korea 2011 (offiziell 2011 Formula 1 Korean Grand Prix) fand am 16. Oktober auf dem Korean International Circuit in Yeongam, Südkorea statt und war das 16. Rennen der Formel-1-Weltmeisterschaft 2011.

## Berichte

### Hintergrund
Nach dem Großen Preis von Japan stand Sebastian Vettel bereits als Weltmeister fest. Er führte in der Fahrerwertung uneinholbar mit 114 Punkten vor Jenson Button und mit 122 Punkten vor Fernando Alonso. In der Konstrukteurswertung führte Red Bull-Renault mit 130 Punkten vor McLaren-Mercedes und mit 226 Punkten vor Ferrari.
Bei Force India kam es vor diesem Grand Prix zu einer Veränderung der Anteilseigner. Das indische Unternehmen Sahara India Pariwar übernahm 42,5 % der Anteile. Teamchef Vijay Mallya reduzierte seinen Anteil von 50 % auf 42,5 % und die niederländische Mol-Familie von 50 % auf 15 %.
McLaren feierte bei diesem Grand Prix seinen 700., Sauber seinen 250. Formel-1-Start.
Beim Großen Preis von Korea stellte Pirelli den Fahrern die Reifenmischungen Soft (gelb) und Supersoft (rot), sowie für nasse Bedingungen Intermediates (hellblau) und Full-Wets (orange) zur Verfügung.
Mit Alonso trat der bisher einzige Sieger zu diesem Grand Prix an.

### Training
Das erste freie Training fand unter regnerischen Bedingungen statt, weshalb es nur wenig Fahrbetrieb gab. Michael Schumacher erzielte unter diesen Bedingungen die schnellste Rundenzeit vor Vettel und Paul di Resta. Jean-Éric Vergne übernahm in diesem Training den Toro Rosso von Jaime Alguersuari und kam damit erstmals an einem Grand-Prix-Wochenende zum Einsatz. Darüber hinaus übernahm Karun Chandhok den Lotus von Jarno Trulli und Narain Karthikeyan den HRT von Vitantonio Liuzzi.
Das zweite freie Training fand erneut auf nasser Strecke statt. Zwar wechselten einige Piloten zum Ende des Trainings auf die superweichen Reifen, die schnellsten Runden wurden jedoch auf Intermediates erzielt. Lewis Hamilton war der schnellste Pilot vor seinem Teamkollegen Button und Vettel.
Im dritten freien Training übernahm Button die erste Position vor Hamilton und Mark Webber. Jérôme D’Ambrosio und Liuzzi erzielten in keinem Training eine Zeit innerhalb der 107-Prozent-Regel.

### Qualifying
Im ersten Abschnitt des Qualifyings (Q1) erzielte Hamilton die beste Zeit. Daniel Ricciardo erzielte keine Zeit und scheiterte somit an der Qualifikation. Er wurde nachträglich zum Rennen zugelassen. Neben ihm schieden Liuzzi, die Virgin- und Lotus-Piloten sowie Rubens Barrichello aus.
Im zweiten Abschnitt (Q2) behielt Hamilton die Führungsposition. Die Sauber- und Toro Rosso-Piloten sowie Pastor Maldonado, Bruno Senna und Schumacher schieden aus.
Im finalen Segment (Q3) war Hamilton erneut der Schnellste und erzielte die Pole-Position. Es war das erste Mal seit dem Großen Preis von Brasilien 2010, dass kein Red Bull-Renault auf der Pole-Position stand. Auf den Plätzen zwei und drei folgten Vettel und Button. Für Hamilton war es die 19. Pole-Position seiner Karriere.

### Rennen
Das Rennen begann mit einer Berührung am Heck zwischen dem Sauber von Kamui Kobayashi und dem Toro Rosso von Sébastien Buemi. Vettel positionierte sein Auto hinter Hamilton, um den Windschatten seines Autos aufzunehmen, um nah genug an ihn heranzukommen, um ein Überholmanöver durchzuführen, und überholte Hamilton in Kurve 4 und übernahm die Führung. In der Zwischenzeit war Felipe Massa auf die dritte Position vorgerückt und überholte sowohl Webber als auch Button. In Kurve 4 versuchte Button, Massa außerhalb der Kurve zu überholen, aber beide Fahrer verbremsten sich so, dass Webber sie beide überholen konnte, und Alonso verdrängte Button in Kurve 6 weiter. Am Ende der Runde war Liuzzi dazu gezwungen einen beschädigten Frontflügel zu ersetzen. In Runde 14 kam es zu einem Boxenstopp-Kampf zwischen Button und Nico Rosberg. Sie betraten die Box mit Button vorn und Rosberg kam nach einem schnelleren Boxenstopp vor Button aus seiner Box. Als beide die Box verließen, bremste Rosberg zu spät und Button überholte ihn. Dann setzte Rosberg sein DRS ein und überholte Button erneut, bevor Button in der folgenden Runde mit konterte.
In Runde 17 kam es zu einem Unfall zwischen Witali Petrow und Schumacher, wodurch beide Autos beschädigt ausfielen und das Safety-Car eingesetzt werden musste. Petrow und Alonso hatten auf der Geraden um die Position auf der Strecke gekämpft, aber beide verpassten die Bremszone und Petrow rammte Schumacher ins Heck und beschädigte Schumachers Heckflügel. Später wurde Petrow wegen einer vermeidbaren Kollision mit einer Strafe von fünf Startplätzen für den Großen Preis von Indien belegt. In der 20. Runde endete dann das Safety-Car und Vettel baute seinen Vorsprung wieder aus. In Runde 27 verteidigte Rosberg den fünften Platz vor Massa und Alonso, doch er verfehlte seinen Bremspunkt und verlor die Position auf der Strecke an beide. Maldonado erhielt eine Durchfahrtsstrafe, weil er zu schnell in die Boxengasse fuhr und schied später wegen eines Kupplungsproblems aus. In Runde 33 kam es zum Kampf um den zweiten Platz zwischen Hamilton und Webber, bei dem beide Fahrer an die Box gingen und Hamilton vor Webber auf die Strecke zurückkehrte. Webber tauchte in Kurve 6 an der Innenseite von Hamilton auf und übernahm den zweiten Platz. Hamilton fuhr auf dem Weg zur nächsten Kurve neben Webber weiter und Webber musste nachgeben, wodurch er den Platz wieder an Hamilton übergab.
Später im Rennen fuhr Massa an die Box. Alonso beschloss, draußen zu bleiben und führte das Rennen somit einige Runden lang an. Später, nachdem Alonso an die Box gekommen war, näherte sich Alonso den Autos vor ihm. Er holte nur wenige Runden vor Schluss auf und fuhr unterwegs die schnellste Runde. Vettel errang seinen zehnten Saisonsieg vor Hamilton – der sein erstes Podium seit dem Großen Preis von Deutschland holte – und Webber. Letzteres Ergebnis sorgte dafür, dass Red Bull Racing drei Rennen vor Schluss Konstrukteursweltmeister 2011 wurde. Button wurde Vierter und Alonso wurde Fünfter, gefolgt von Massa, Alguersuari, Rosberg, Buemi und di Resta, die die Punkteränge komplettierten.

## Meldeliste
| Team                         | Nr. | Fahrer             | Chassis             | Motor                | Reifen |
| ---------------------------- | --- | ------------------ | ------------------- | -------------------- | ------ |
| Red Bull Racing              | 01  | Sebastian Vettel   | Red Bull RB7        | Renault 2.4 V8       | P      |
| Red Bull Racing              | 02  | Mark Webber        | Red Bull RB7        | Renault 2.4 V8       | P      |
| Vodafone McLaren Mercedes    | 03  | Lewis Hamilton     | McLaren MP4-26      | Mercedes-Benz 2.4 V8 | P      |
| Vodafone McLaren Mercedes    | 04  | Jenson Button      | McLaren MP4-26      | Mercedes-Benz 2.4 V8 | P      |
| Scuderia Ferrari             | 05  | Fernando Alonso    | Ferrari 150º Italia | Ferrari 2.4 V8       | P      |
| Scuderia Ferrari             | 06  | Felipe Massa       | Ferrari 150º Italia | Ferrari 2.4 V8       | P      |
| Mercedes GP Petronas F1 Team | 07  | Michael Schumacher | Mercedes MGP W02    | Mercedes-Benz 2.4 V8 | P      |
| Mercedes GP Petronas F1 Team | 08  | Nico Rosberg       | Mercedes MGP W02    | Mercedes-Benz 2.4 V8 | P      |
| Lotus Renault GP             | 09  | Bruno Senna        | Renault R31         | Renault 2.4 V8       | P      |
| Lotus Renault GP             | 10  | Witali Petrow      | Renault R31         | Renault 2.4 V8       | P      |
| AT&T Williams                | 11  | Rubens Barrichello | Williams FW33       | Cosworth 2.4 V8      | P      |
| AT&T Williams                | 12  | Pastor Maldonado   | Williams FW33       | Cosworth 2.4 V8      | P      |
| Force India F1 Team          | 14  | Adrian Sutil       | Force India VJM04   | Mercedes-Benz 2.4 V8 | P      |
| Force India F1 Team          | 15  | Paul di Resta      | Force India VJM04   | Mercedes-Benz 2.4 V8 | P      |
| Sauber F1 Team               | 16  | Kamui Kobayashi    | Sauber C30          | Ferrari 2.4 V8       | P      |
| Sauber F1 Team               | 17  | Sergio Pérez       | Sauber C30          | Ferrari 2.4 V8       | P      |
| Scuderia Toro Rosso          | 18  | Sébastien Buemi    | Toro Rosso STR6     | Ferrari 2.4 V8       | P      |
| Scuderia Toro Rosso          | 19  | Jean-Éric Vergne   | Toro Rosso STR6     | Ferrari 2.4 V8       | P      |
| Scuderia Toro Rosso          | 19  | Jaime Alguersuari  | Toro Rosso STR6     | Ferrari 2.4 V8       | P      |
| Team Lotus                   | 20  | Heikki Kovalainen  | Lotus T128          | Renault 2.4 V8       | P      |
| Team Lotus                   | 21  | Karun Chandhok     | Lotus T128          | Renault 2.4 V8       | P      |
| Team Lotus                   | 21  | Jarno Trulli       | Lotus T128          | Renault 2.4 V8       | P      |
| HRT F1 Team                  | 22  | Daniel Ricciardo   | HRT F111            | Cosworth 2.4 V8      | P      |
| HRT F1 Team                  | 23  | Narain Karthikeyan | HRT F111            | Cosworth 2.4 V8      | P      |
| HRT F1 Team                  | 23  | Vitantonio Liuzzi  | HRT F111            | Cosworth 2.4 V8      | P      |
| Marussia Virgin Racing       | 24  | Timo Glock         | Virgin MVR-02       | Cosworth 2.4 V8      | P      |
| Marussia Virgin Racing       | 25  | Jérôme D’Ambrosio  | Virgin MVR-02       | Cosworth 2.4 V8      | P      |

Anmerkungen
1. 1 2  Vergne fuhr den Toro Rosso mit der Nummer 19 im ersten freien Training. Alguersuari übernahm das Fahrzeug anschließend für das restliche Rennwochenende.
2. 1 2  Chandhok fuhr den Lotus mit der Nummer 21 im ersten freien Training. Trulli übernahm das Fahrzeug anschließend für das restliche Rennwochenende.
3. 1 2  Karthikeyan fuhr den HRT mit der Nummer 23 im ersten freien Training. Liuzzi übernahm das Fahrzeug anschließend für das restliche Rennwochenende.

## Klassifikationen

### Qualifying
| Pos.                                                                      | Fahrer             | Konstrukteur         | Q1         | Q2       | Q3         | Start |
| ------------------------------------------------------------------------- | ------------------ | -------------------- | ---------- | -------- | ---------- | ----- |
| 01                                                                        | Lewis Hamilton     | McLaren-Mercedes     | 1:37,525   | 1:36,526 | 1:35,820   | 01    |
| 02                                                                        | Sebastian Vettel   | Red Bull-Renault     | 1:39,093   | 1:37,285 | 1:36,042   | 02    |
| 03                                                                        | Jenson Button      | McLaren-Mercedes     | 1:37,929   | 1:37,302 | 1:36,126   | 03    |
| 04                                                                        | Mark Webber        | Red Bull-Renault     | 1:39,071   | 1:37,292 | 1:36,468   | 04    |
| 05                                                                        | Felipe Massa       | Ferrari              | 1:38,670   | 1:37,313 | 1:36,831   | 05    |
| 06                                                                        | Fernando Alonso    | Ferrari              | 1:38,393   | 1:37,352 | 1:36,980   | 06    |
| 07                                                                        | Nico Rosberg       | Mercedes             | 1:38,426   | 1:37,892 | 1:37,754   | 07    |
| 08                                                                        | Witali Petrow      | Renault              | 1:38,378   | 1:38,186 | 1:38,124   | 08    |
| 09                                                                        | Paul di Resta      | Force India-Mercedes | 1:38,549   | 1:38,254 | keine Zeit | 09    |
| 10                                                                        | Adrian Sutil       | Force India-Mercedes | 1:38,789   | 1:38,219 | keine Zeit | 10    |
| 11                                                                        | Jaime Alguersuari  | Toro Rosso-Ferrari   | 1:39,392   | 1:38,315 | –          | 11    |
| 12                                                                        | Michael Schumacher | Mercedes             | 1:38,502   | 1:38,354 | –          | 12    |
| 13                                                                        | Sébastien Buemi    | Toro Rosso-Ferrari   | 1:39,352   | 1:38,508 | –          | 13    |
| 14                                                                        | Kamui Kobayashi    | Sauber-Ferrari       | 1:39,464   | 1:38,775 | –          | 14    |
| 15                                                                        | Bruno Senna        | Renault              | 1:39,316   | 1:38,791 | –          | 15    |
| 16                                                                        | Pastor Maldonado   | Williams-Cosworth    | 1:39,436   | 1:39,189 | –          | 16    |
| 17                                                                        | Sergio Pérez       | Sauber-Ferrari       | 1:39,097   | 1:39,443 | –          | 17    |
| 18                                                                        | Rubens Barrichello | Williams-Cosworth    | 1:39,538   | –        | –          | 18    |
| 19                                                                        | Heikki Kovalainen  | Lotus-Renault        | 1:40,522   | –        | –          | 19    |
| 20                                                                        | Jarno Trulli       | Lotus-Renault        | 1:41,101   | –        | –          | 20    |
| 21                                                                        | Timo Glock         | Virgin-Cosworth      | 1:42,091   | –        | –          | 21    |
| 22                                                                        | Jérôme D’Ambrosio  | Virgin-Cosworth      | 1:43,483   | –        | –          | 22    |
| 23                                                                        | Vitantonio Liuzzi  | HRT-Cosworth         | 1:43,758   | –        | –          | 23    |
| 107-Prozent-Zeit: 1:44,351 min (bezogen auf Q1-Bestzeit von 1:37,525 min) |                    |                      |            |          |            |       |
| DNQ                                                                       | Daniel Ricciardo   | HRT-Cosworth         | keine Zeit | –        | –          | 24    |

Anmerkungen
1. ↑  Ricciardo durfte am Rennen teilnehmen, da im freien Training ausreichend schnell gefahren war.

1. 1 2 3 4 5 6 7 8 9 10 11 12 13 14 15 16 17 18  Rennwagen mit KERS

### Rennen
| Pos. | Fahrer             | Konstrukteur         | Runden | Stopps | Zeit        | Start | Schnellste Runde |
| ---- | ------------------ | -------------------- | ------ | ------ | ----------- | ----- | ---------------- |
| 01   | Sebastian Vettel   | Red Bull-Renault     | 55     | 2      | 1:38:01,994 | 02    | 1:39,605 (55.)   |
| 02   | Lewis Hamilton     | McLaren-Mercedes     | 55     | 2      | + 12,019    | 01    | 1:40,459 (54.)   |
| 03   | Mark Webber        | Red Bull-Renault     | 55     | 2      | + 12,477    | 04    | 1:40,294 (55.)   |
| 04   | Jenson Button      | McLaren-Mercedes     | 55     | 2      | + 14,694    | 03    | 1:40,709 (55.)   |
| 05   | Fernando Alonso    | Ferrari              | 55     | 2      | + 15,689    | 06    | 1:40,547 (41.)   |
| 06   | Felipe Massa       | Ferrari              | 55     | 2      | + 25,133    | 05    | 1:40,541 (51.)   |
| 07   | Jaime Alguersuari  | Toro Rosso-Ferrari   | 55     | 2      | + 49,538    | 11    | 1:40,940 (55.)   |
| 08   | Nico Rosberg       | Mercedes             | 55     | 2      | + 54,053    | 07    | 1:41,770 (49.)   |
| 09   | Sébastien Buemi    | Toro Rosso-Ferrari   | 55     | 2      | + 1:02,762  | 13    | 1:40,537 (50.)   |
| 10   | Paul di Resta      | Force India-Mercedes | 55     | 2      | + 1:08,602  | 09    | 1:42,102 (50.)   |
| 11   | Adrian Sutil       | Force India-Mercedes | 55     | 2      | + 1:11,229  | 10    | 1:42,014 (49.)   |
| 12   | Rubens Barrichello | Williams-Cosworth    | 55     | 2      | + 1:33,068  | 18    | 1:42,371 (54.)   |
| 13   | Bruno Senna        | Renault              | 54     | 2      | + 1 Runde   | 15    | 1:42,549 (41.)   |
| 14   | Heikki Kovalainen  | Lotus-Renault        | 54     | 2      | + 1 Runde   | 19    | 1:42,456 (52.)   |
| 15   | Kamui Kobayashi    | Sauber-Ferrari       | 54     | 3      | + 1 Runde   | 14    | 1:42,080 (45.)   |
| 16   | Sergio Pérez       | Sauber-Ferrari       | 54     | 3      | + 1 Runde   | 17    | 1:42,425 (39.)   |
| 17   | Jarno Trulli       | Lotus-Renault        | 54     | 2      | + 1 Runde   | 20    | 1:43,009 (46.)   |
| 18   | Timo Glock         | Virgin-Cosworth      | 54     | 2      | + 1 Runde   | 21    | 1:44,536 (53.)   |
| 19   | Daniel Ricciardo   | HRT-Cosworth         | 54     | 2      | + 1 Runde   | 24    | 1:44,870 (53.)   |
| 20   | Jérôme D’Ambrosio  | Virgin-Cosworth      | 54     | 2      | + 1 Runde   | 22    | 1:44,746 (53.)   |
| 21   | Vitantonio Liuzzi  | HRT-Cosworth         | 52     | 3      | + 3 Runden  | 23    | 1:46,173 (45.)   |
| –    | Pastor Maldonado   | Williams-Cosworth    | 30     | 3      | DNF         | 16    | 1:44,689 (26.)   |
| –    | Witali Petrow      | Renault              | 16     | 1      | DNF         | 08    | 1:45,469 (10.)   |
| –    | Michael Schumacher | Mercedes             | 15     | 1      | DNF         | 12    | 1:45,327 (13.)   |

Anmerkungen
1. 1 2 3 4 5 6 7 8 9 10 11 12 13 14 15 16 17 18  Rennwagen mit KERS

## WM-Stände nach dem Rennen
Die ersten zehn des Rennens bekamen 25, 18, 15, 12, 10, 8, 6, 4, 2 bzw. 1 Punkt(e).

### Fahrerwertung
| Pos. | Fahrer             | Konstrukteur         | Punkte |
| ---- | ------------------ | -------------------- | ------ |
| 01   | Sebastian Vettel   | Red Bull-Renault     | 349    |
| 02   | Jenson Button      | McLaren-Mercedes     | 222    |
| 03   | Fernando Alonso    | Ferrari              | 212    |
| 04   | Mark Webber        | Red Bull-Renault     | 209    |
| 05   | Lewis Hamilton     | McLaren-Mercedes     | 196    |
| 06   | Felipe Massa       | Ferrari              | 98     |
| 07   | Nico Rosberg       | Mercedes             | 67     |
| 08   | Michael Schumacher | Mercedes             | 60     |
| 09   | Witali Petrow      | Renault              | 36     |
| 10   | Nick Heidfeld      | Renault              | 34     |
| 11   | Adrian Sutil       | Force India-Mercedes | 28     |
| 12   | Kamui Kobayashi    | Sauber-Ferrari       | 27     |
| 13   | Jaime Alguersuari  | Toro Rosso-Ferrari   | 22     |
| 14   | Paul di Resta      | Force India-Mercedes | 21     |

| Pos. | Fahrer             | Konstrukteur       | Punkte |
| ---- | ------------------ | ------------------ | ------ |
| 15   | Sébastien Buemi    | Toro Rosso-Ferrari | 15     |
| 16   | Sergio Pérez       | Sauber-Ferrari     | 13     |
| 17   | Rubens Barrichello | Williams-Cosworth  | 4      |
| 18   | Bruno Senna        | Renault            | 2      |
| 19   | Pastor Maldonado   | Williams-Cosworth  | 1      |
| 20   | Pedro de la Rosa   | Sauber-Ferrari     | 0      |
| 21   | Jarno Trulli       | Lotus-Renault      | 0      |
| 22   | Heikki Kovalainen  | Lotus-Renault      | 0      |
| 23   | Vitantonio Liuzzi  | HRT-Cosworth       | 0      |
| 24   | Jérôme D’Ambrosio  | Virgin-Cosworth    | 0      |
| 25   | Timo Glock         | Virgin-Cosworth    | 0      |
| 26   | Narain Karthikeyan | HRT-Cosworth       | 0      |
| 27   | Daniel Ricciardo   | HRT-Cosworth       | 0      |
| 28   | Karun Chandhok     | Lotus-Renault      | 0      |

### Konstrukteurswertung
| Pos. | Konstrukteur         | Punkte |
| ---- | -------------------- | ------ |
| 01   | Red Bull-Renault     | 558    |
| 02   | McLaren-Mercedes     | 418    |
| 03   | Ferrari              | 310    |
| 04   | Mercedes             | 127    |
| 05   | Renault              | 72     |
| 06   | Force India-Mercedes | 49     |

| Pos. | Konstrukteur       | Punkte |
| ---- | ------------------ | ------ |
| 07   | Sauber-Ferrari     | 40     |
| 08   | Toro Rosso-Ferrari | 37     |
| 09   | Williams-Cosworth  | 5      |
| 10   | Lotus-Renault      | 0      |
| 11   | HRT-Cosworth       | 0      |
| 12   | Virgin-Cosworth    | 0      |